# Manfred Klieme
Manfred Klieme (né le 3 février 1936 à Berlin) est un coureur cycliste allemand. Il a notamment été médaillé d'argent de la poursuite par équipes aux Jeux olympiques de 1960.

## Palmarès

### Jeux olympiques
- Rome 1960
  -  Médaillé d'argent de la poursuite par équipes

### Championnats nationaux
- Champion de RDA de poursuite par équipes en 1955, 1959, 1961, 1962, 1964
- Champion de RDA de l'américaine en 1962